# Sainte-Eulalie (Gironda)
Sainte-Eulalie è un comune francese di 4 744 abitanti situato nel dipartimento della Gironda nella regione della Nuova Aquitania.

## Società

### Evoluzione demografica
Abitanti censiti